# Qutaiba Muslim
Qutaiba Muslim, arabski vojskovodja, * 670, † 715.